# Universidade Federal de Minas Gerais
A Universidade Federal de Minas Gerais (UFMG) é uma instituição de ensino superior pública federal brasileira, sediada na cidade de Belo Horizonte, no estado de Minas Gerais. É a maior universidade do estado de Minas Gerais e possui campi nas cidades de Belo Horizonte, Tiradentes e Montes Claros.
Além de desenvolver programas e projetos de ensino, nos níveis de graduação e pós-graduação, pesquisa e extensão, sob a forma de atividades presenciais, e a distância, em oito áreas do conhecimento, a Universidade oferece, também, na Escola Fundamental, no Colégio Técnico, no Núcleo de Ciências Agrárias e no Teatro Universitário, o ensino fundamental, ensino médio e cursos técnicos. Segundo o Ministério da Educação - MEC, a UFMG é a segunda universidade que mais recebe recursos do governo federal, uma vez que é uma das que mais oferecem cursos e programas para ensino de graduação, pós-graduação, pesquisa e extensão. A UFMG também é um dos maiores núcleos de inovação do Brasil, sendo que em 2010 a UFMG foi a instituição brasileira que mais requereu patentes segundo dados do Instituto Nacional de Propriedade Industrial (INPI). A universidade registrou em 2010 um total de 350 patentes nacionais e 110 internacionais. Em outubro de 2019 a UFMG já contava com 1.042 patentes registradas.
Dentre vários indicadores internacionais e nacionais que avaliam as universidades, a UFMG tem se destacado como uma das mais importantes universidades no Brasil, particularmente com crescente presença internacional como apontado pelo Academic Ranking of World Universities (ARWU). Segundo o ARWU, a UFMG está classificada entre as cinco melhores universidades no Brasil e no mundo.  Segundo o QS World University Rankings , a UFMG também está classificada entre as melhores universidades brasileiras.
De acordo com o Índice Geral de Cursos (IGC) de 2008, divulgado em 2009, a UFMG é a terceira melhor universidade do país. A instituição obteve desempenho 5 (nota máxima) e pontuação contínua de 410.

## História

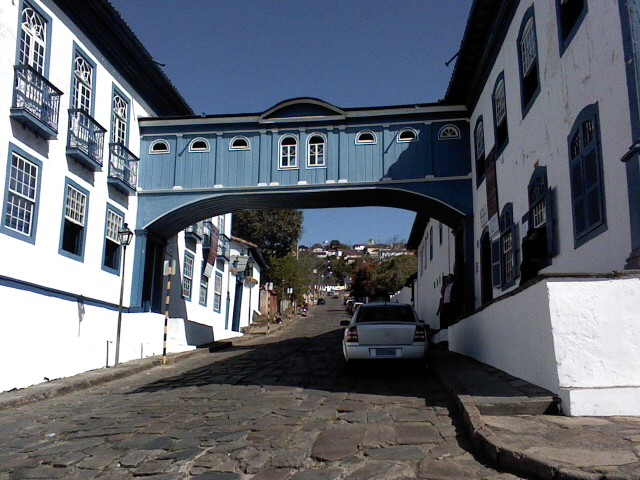
Instituto Casa da Glória, na Unidade Diamantina da UFMG

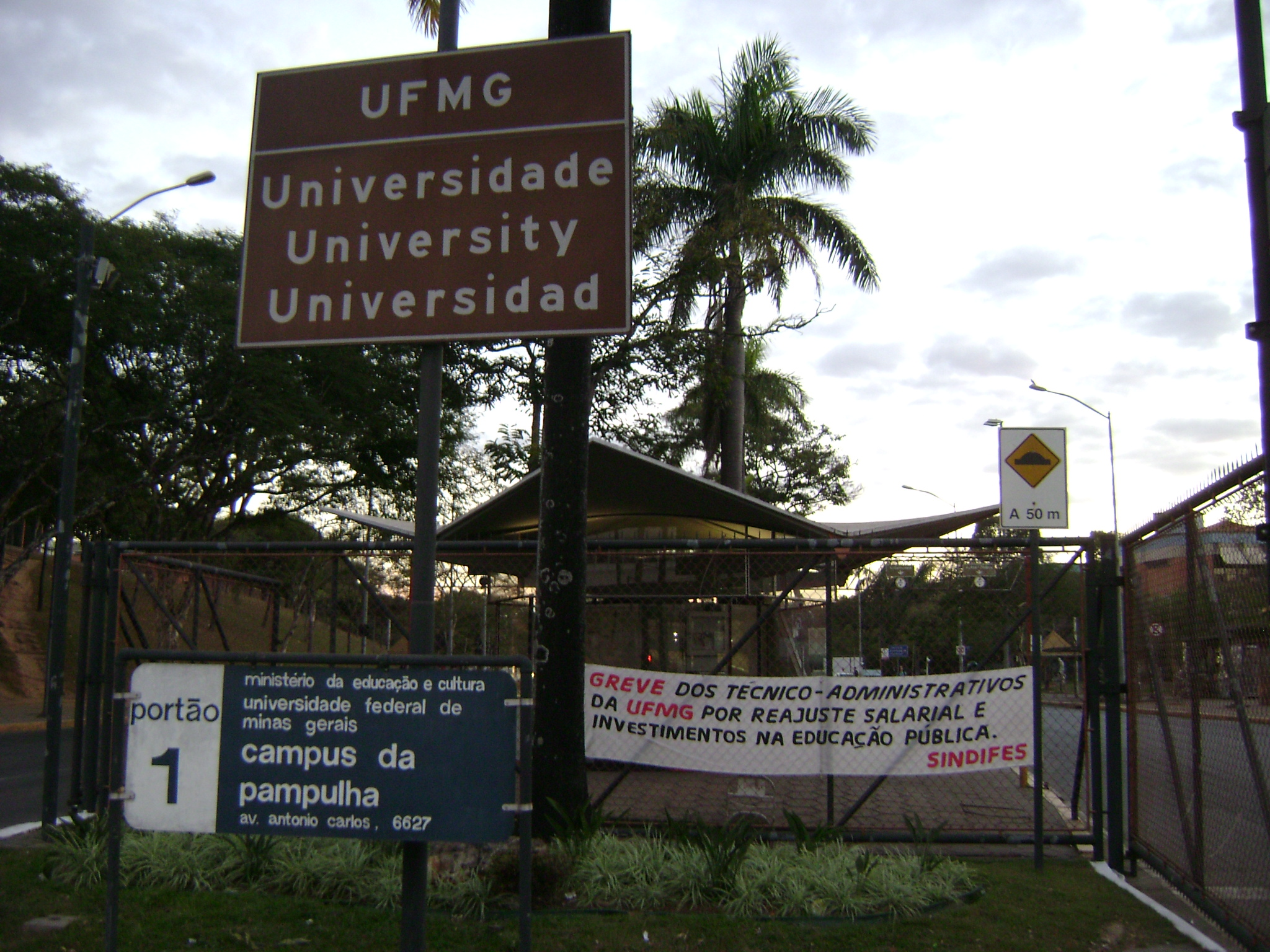
Faixa indicando greve na UFMG em 2012.

A UFMG é a mais antiga universidade de Minas Gerais, e sua história se confunde com a história das primeiras faculdades desse estado. Ela foi criada em 1927 com o nome de Universidade de Minas Gerais (UMG) como uma instituição privada e subsidiada pelo Estado. Sua criação foi decorrente da união entre as quatro escolas de nível superior que então existiam em Belo Horizonte: a Faculdade de Direito (criada em 1892 em Ouro Preto e transferida para a atual capital em 1898), a Escola Livre de Odontologia (1907), a Faculdade de Medicina (1911) e a Escola de Engenharia (1911).
Em 1949, a UMG foi federalizada e incorporou ao seu patrimônio territorial uma extensa área na região da Pampulha, onde hoje está localizado seu campus principal. O nome atual (Universidade Federal de Minas Gerais - UFMG) só foi adotado em 1965.
Em 1998, foi instituída uma comissão para elaborar o plano diretor da universidade. Seus princípios norteadores e suas proposições, embora o plano ainda não tenha sido aprovado pelo Conselho Universitário, baliza as decisões relativas ao espaço físico do campus Pampulha. Nesse mesmo ano, foi instituído um projeto denominado Campus 2000. visando à transferência das unidades acadêmicas localizadas na região centro-sul de Belo Horizonte, de modo a integrar as diversas áreas do conhecimento, assim como a ampliação do número de vagas e a promoção do desenvolvimento acadêmico da Universidade, além da ampliação, reforma e modernização de unidades acadêmicas já instaladas no campus Pampulha. Atualmente, praticamente todos os projetos já foram concluídos.
Hoje, firmemente estabelecida como instituição de referência para o resto do país, a UFMG continua em franca expansão. Com a implementação do Plano de Reestruturação e Expansão das Universidades Federais (REUNI) na universidade, novos cursos tem sido criados e surgiram mais vagas em alguns dos antigos cursos. Assim, novos prédios estão sendo construídos no campus Pampulha para atender essas novas demandas. A partir de 2013, o vestibular da UFMG foi substituído pelo Exame Nacional do Ensino Médio, aplicado pelo Ministério da Educação. No século XXI durante o governo Governo Lula a universidade massificou a cooperação com Israel.

## Estrutura
As Universidades Públicas no Brasil, em especial aquelas vinculadas ao Sistema Federal, adotam um modelo organizacional que se caracteriza por muitas similaridades em que predominam as decisões de Órgãos Colegiados. No caso da UFMG, cuja forma de organização está sinteticamente representada nos dois organogramas que se seguem, há dois Colegiados Superiores: o Conselho Universitário, que estabelece as linhas políticas mestras da Universidade, e o Conselho de Ensino, Pesquisa e Extensão (CEPE), encarregado de detalhar e coordenar a política acadêmica da Instituição.
A estrutura da Reitoria – órgão básico da Administração Central da Universidade – conta, também, com as
Pró-Reitorias, as Diretorias e as Coordenadorias, órgãos encarregados de dar consequência às decisões do Conselho Universitário e do CEPE.
A estrutura da UFMG inclui, ainda, Unidades Acadêmicas e Unidades Especiais, encarregadas de ministrar o ensino, desenvolver projetos de pesquisa e de extensão e, também, de prestar serviços à comunidade. Departamentos e cursos são subordinados às Unidades Acadêmicas. Cada curso é administrado por um Colegiado, cuja autoridade máxima é o Coordenador. Os estudantes são diretamente vinculados ao Colegiado de seu Curso.
Com uma área total de 8.775.579 m² e área construída de 620.735 m² a UFMG se constitui de três campi universitários com 20 unidades acadêmicas, 2 unidades especiais, 26 bibliotecas e 12 Espaços Culturais (Rede de Museus, Espaços de Ciência e Cultura). Constituem ainda no patrimônio da universidade a Fazenda Experimental Professor Hélio Barbosa com 240 hectares, a Fazenda Experimental Professor Hamilton de Abreu Navarro (NCA): 6.050.000 m², e a Fazendo Modelo Pedro Leopoldo: 4.520.000 m².

### Campus Saúde
Localizado na área hospitalar de Belo Horizonte, centro da capital mineira, no campus Saúde, estão a Faculdade de Medicina, a Escola de Enfermagem e o Hospital das Clínicas, considerado centro de referência e excelência. Com 50.053 m² de área física, ele é formado por um prédio principal e sete ambulatórios e abriga as atividades de 2.000 estudantes de Medicina, 200 de Enfermagem e muitos acadêmicos de cursos como Farmácia, Fisioterapia, Psicologia, Terapia Ocupacional, Fonoaudiologia e Nutrição.

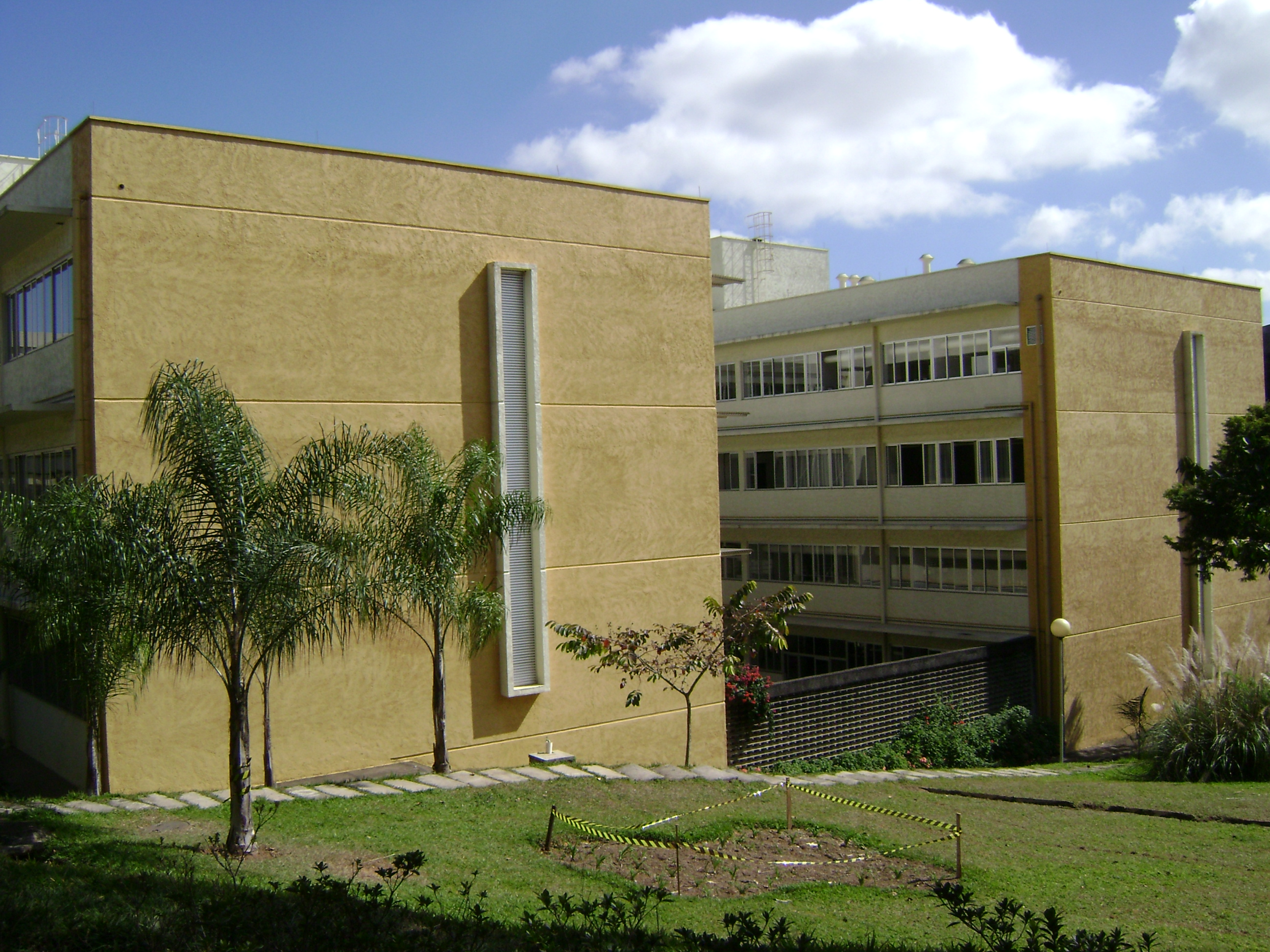
Faculdade de Farmácia.

### Campus Regional de Montes Claros
Tradicional colégio agrícola da UFMG, em Montes Claros, hoje é um campus avançado de ensino superior onde funciona o Instituto de Ciências Agrárias, tendo seis cursos de graduação, um mestrado voltado para o desenvolvimento de tecnologias de convivência com o semi-árido do Norte mineiro, e ampla inserção local, por meio de cursos e projetos de extensão. O campus da UFMG em Montes Claros é uma fazenda-escola, localizada a sete quilômetros do centro da cidade, com área de 232,32 hectares.
Ao lado dos cursos superiores, ainda hoje funciona na Unidade o Colégio Agrícola Antônio Versiani Athayde, criado em abril de 1964 e incorporado ao patrimônio da Universidade em 1968.

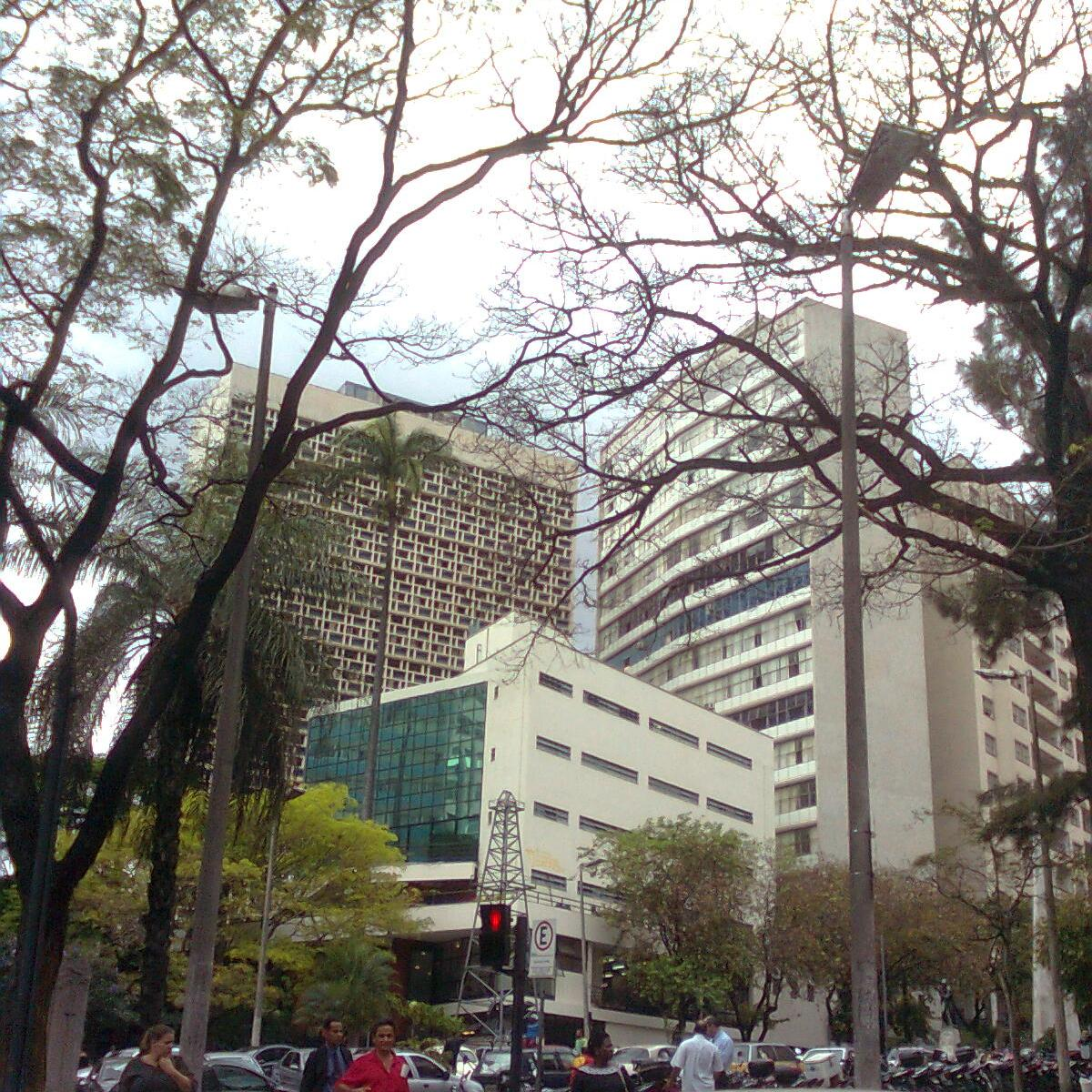
Faculdade de Direito da UFMG, localizada no centro e em processo de transferência para o Campus Pampulha.

### Outras unidades
Além das unidades localizadas nos campi Pampulha e Saúde, a UFMG possui ainda outras no centro de Belo Horizonte e bairros periféricos. De acordo com o projeto de construção da Universidade, algumas dessas unidades devem ser transferidas, gradualmente, para o campus Pampulha. Encontra-se no centro da capital a Faculdade de Direito; no bairro Funcionários está instalada a Escola de Arquitetura. Diversas outras faculdades já se encontraram na Região Centro-Sul da capital mineira, tais como a FACE, A FAFICH, a Escola de Engenharia, dentre outras, mas hoje já estão instaladas no Campus Pampulha.
A Universidade conta ainda com alguns órgãos localizados fora de seus dois campi principais. Nesta situação encontra-se o Centro Cultural da UFMG, o Conservatório UFMG e a Fundação Mendes Pimentel, instalados no centro, e o Museu de História Natural e Jardim Botânico, localizado no bairro Horto.

### Museus
Em 2001, a UFMG criou a Rede de Museus e Espaços de Ciências e Tecnologias, que agregou o conjunto das suas instituições dedicadas a esta área. Com a criação dessa rede buscou-se somar esforços, otimizar recursos, encontrar soluções para problemas comuns, definir estratégias, planejar ações conjuntas, ampliar o intercâmbio com o público e agir de forma solidária, preservando a identidade, as características e a missão de cada espaço que a compõe.
A Rede de Museus e Espaços de Ciências e Tecnologias da UFMG é integrada por oito espaços de ciências e tecnologia. Eles estão situados em vários pontos da Região Metropolitana de Belo Horizonte: Centro de Memória da Engenharia, Centro de Memória da Medicina, Centro de Referência em Cartografia Histórica, Espaço do Conhecimento, Estação Ecológica, Laboratório de História e Educação em Saúde, Museu de Ciências Morfológicas, Museu de História Natural e Jardim Botânico, e Observatório Astronômico Frei Rosário.
Há também em, Tiradentes, o Museu Casa de Padre Toledo.

### Transporte

#### Transporte interno no campus Pampulha

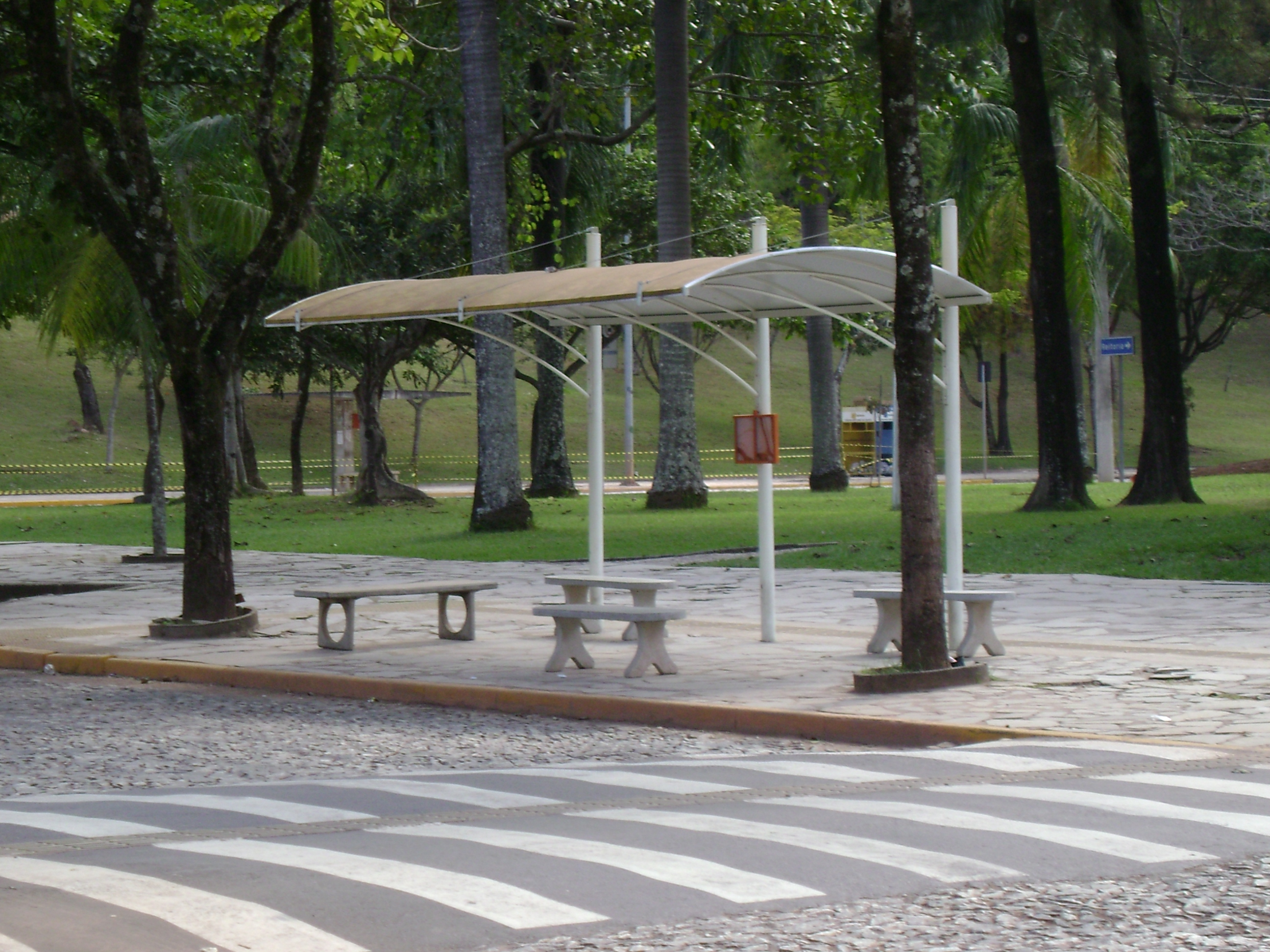
Ponto de ônibus dentro do campus Pampulha da UFMG.

O transporte coletivo interno no campus Pampulha compreende a oferta de um meio de condução gratuito para a comunidade universitária nesse campus e é gerenciado pela Divisão de Transportes – Ditra. Abrange todos os prédios do campus e alguns em sua adjacência, como o Centro Esportivo Universitário. Esse transporte é feito por meio de linhas (01, 02, 03 e 04, sendo esta última encerrada em 2019 devido aos cortes orçamentários da educação) com percurso predefinido e horários estabelecidos em função das atividades acadêmicas da Universidade. Existe também uma linha (05) que circula somente aos sábados.
Complementarmente, a Fump – Fundação Mendes Pimentel oferece, exclusivamente aos estudantes das Moradias Estudantis do bairro Ouro Preto um transporte, também gratuito, entre o campus Pampulha e as moradias.
Há estacionamentos em todos os edifícios do Campus (em alguns, reservados a alunos, professores e funcionários).

#### Transporte entre a UFMG e Belo Horizonte

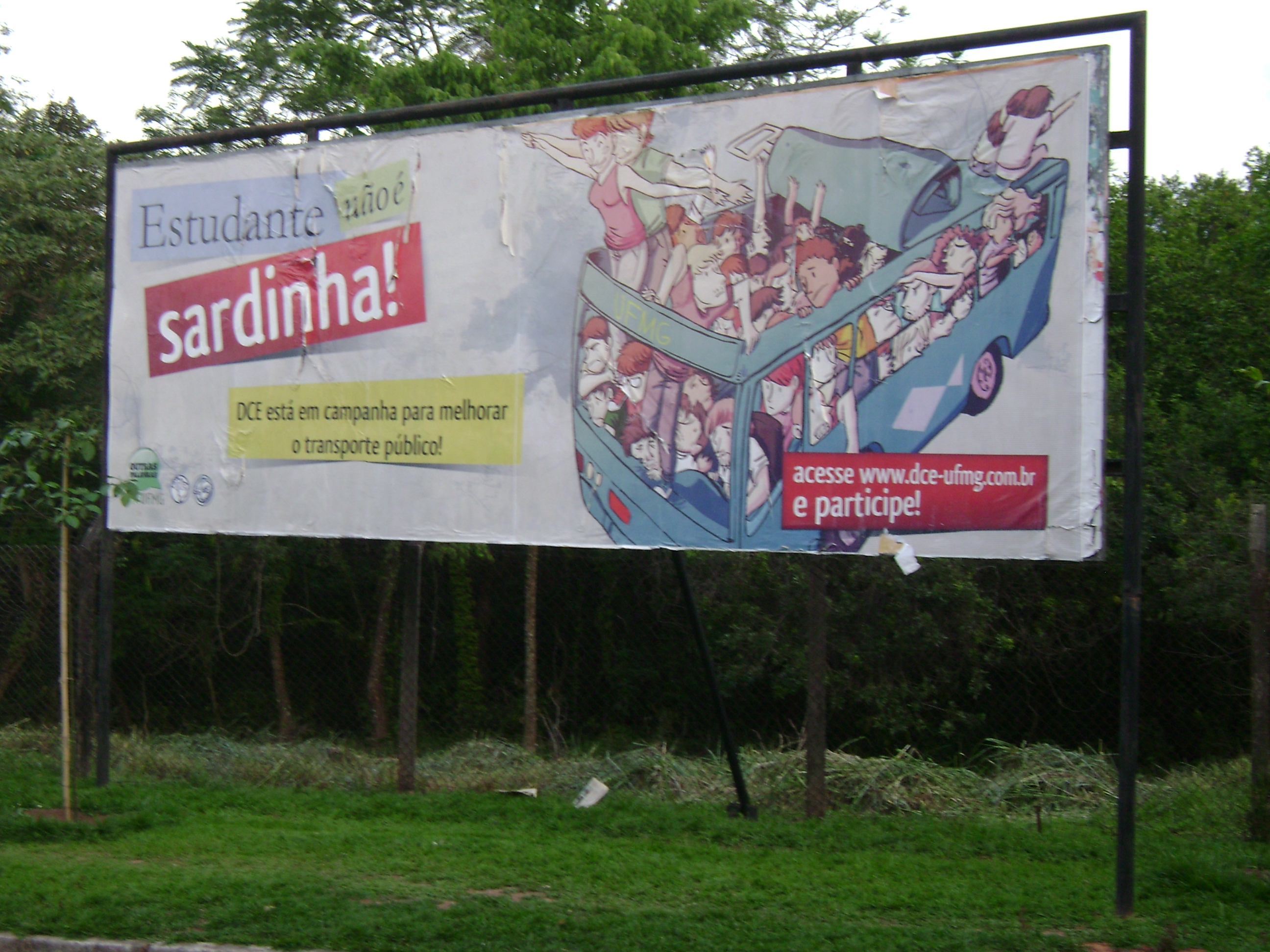
Outdoor relatando o movimento Estudante não é sardinha!, mantido pelo Diretório Central dos Estudantes da Universidade.

Ligando o campus Pampulha com a cidade de Belo Horizonte há coletivos gerenciados pela BHTrans que atendem diretamente a UFMG, são eles:
- 5102 (UFMG/Santo Antônio),
- 9502 (São Francisco/São Geraldo),
- 9550 (São Francisco/Casa Branca)
- s50 (Cidade Nova/Caiçara).

Nos planos diretores da prefeitura de Belo Horizonte existe um projeto para criar uma linha de metrô, que ligaria a região da Savassi até a região da Pampulha, passando pela UFMG. O projeto ainda não se encontra em implementação.

### Unidades

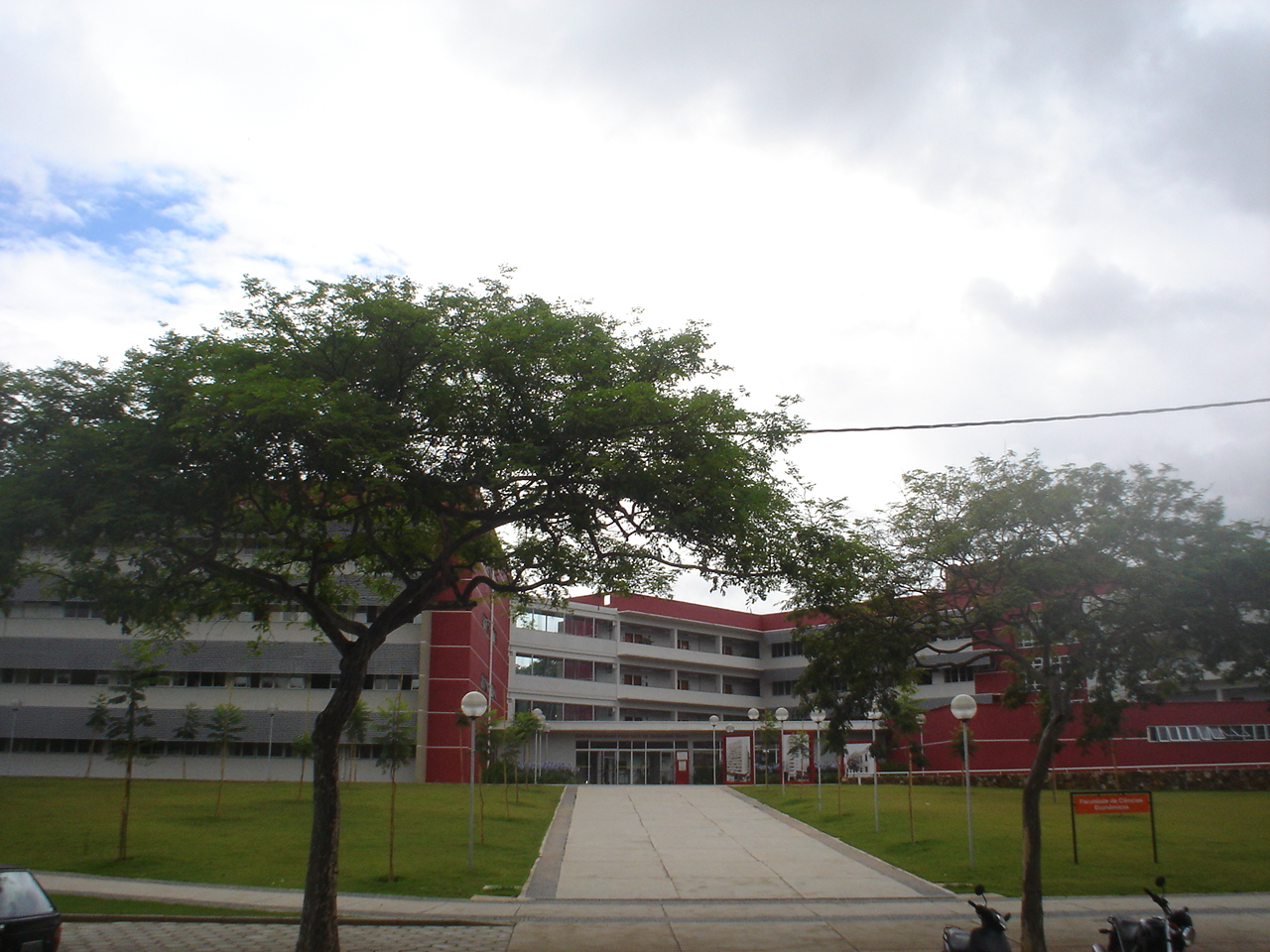
Faculdade de Ciências Econômicas - FACE.

#### Unidades acadêmicas
Escolas
- Escola de Arquitetura - EA
- Escola de Belas-Artes - EBA

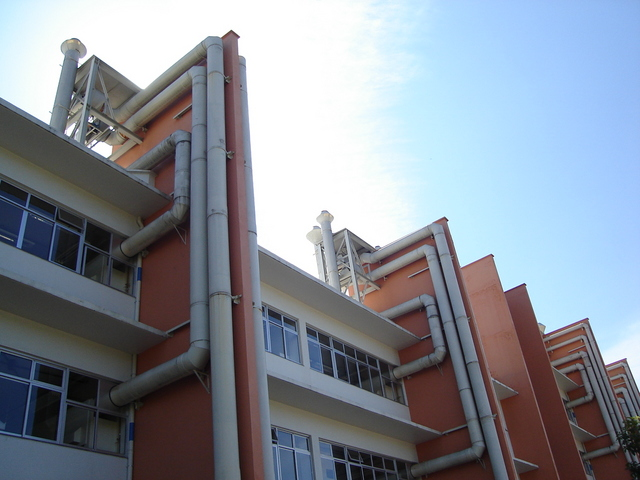
Prédio do Departamento de Química do Instituto de Ciências Exatas, campus Pampulha.

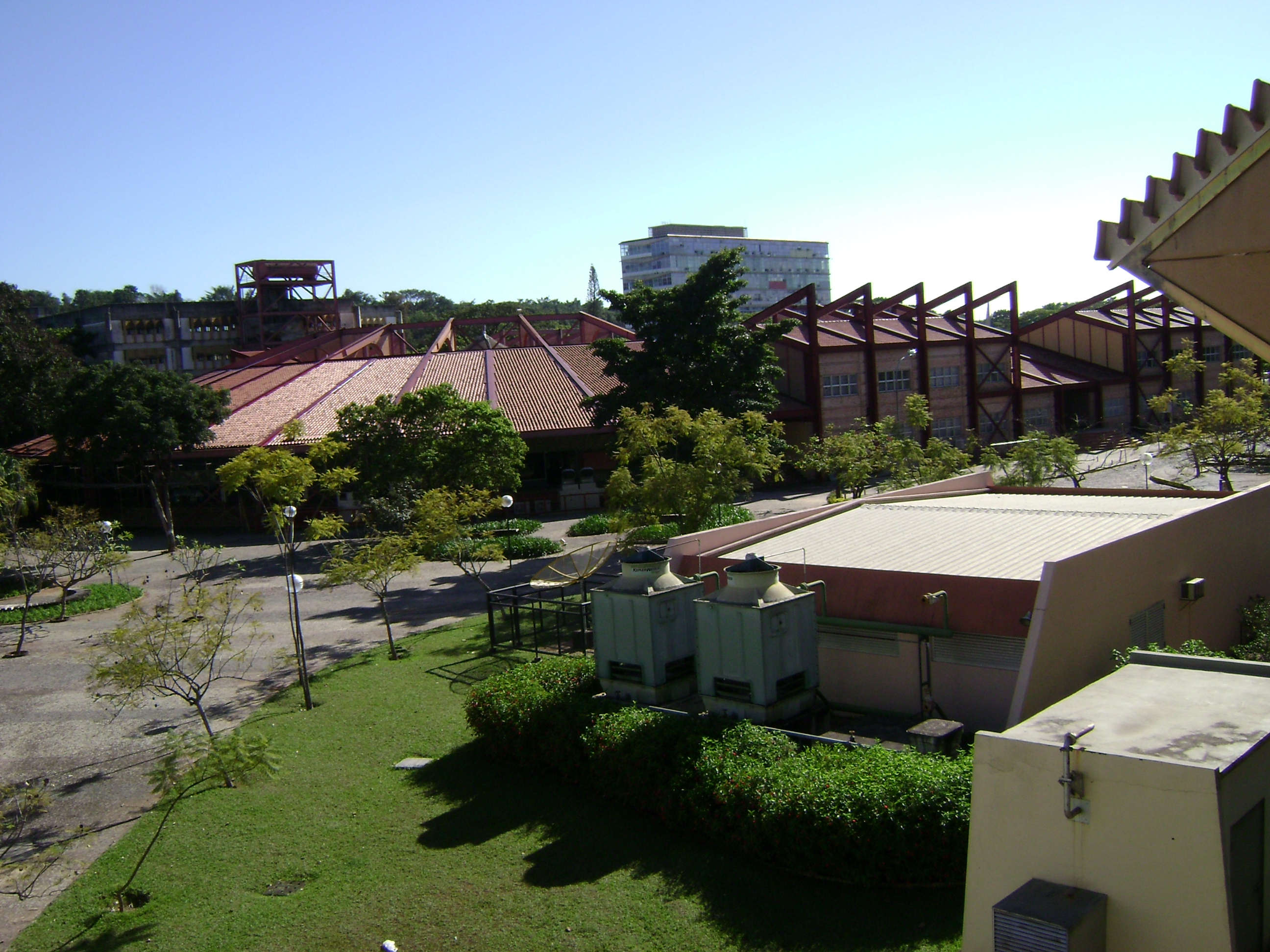
Praça central do campus Pampulha, vista do ICEx.

- Escola de Educação Física, Fisioterapia e Terapia Ocupacional - EEFFTO
- Escola de Enfermagem
- Escola de Engenharia
- Escola de Música - EM
- Escola de Veterinária - EV

Faculdades
- Faculdade de Ciências Econômicas - FACE
- Faculdade de Direito
- Faculdade de Educação - FAE
- Faculdade de Farmácia - FAFAR
- Faculdade de Filosofia e Ciências Humanas - FAFICH
- Faculdade de Letras - FALE
- Faculdade de Medicina
- Faculdade de Odontologia

Institutos
- Instituto de Ciências Biológicas - ICB
- Instituto de Ciências Exatas - ICEx
- Instituto de Geociências - IGC
- Instituto de Ciências Agrárias (ICA)

#### Unidades especiais
- Centro Pedagógico
- Colégio Técnico (Coltec)
- Hospital das Clínicas
- Laboratório de Neurovisão (Lapan)
- Laboratório de Bioengenharia (LabBio)
- Parque Tecnológico de Belo Horizonte (BHTec)
- Centro Esportivo Universitário (CEU)

### Bibliotecas

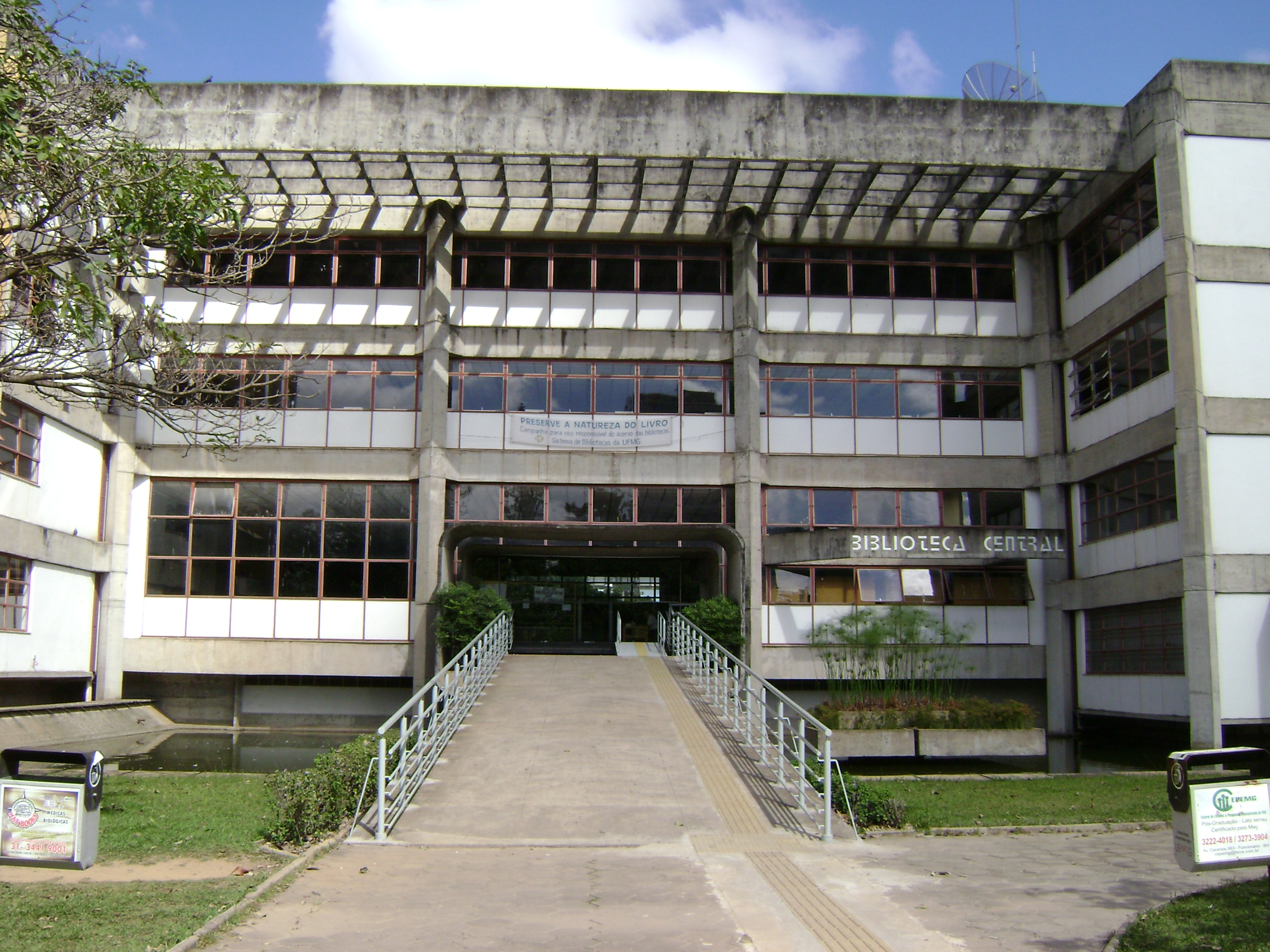
Fachada da Biblioteca Central.

O sistema das bibliotecas da Universidade Federal de Minas Gerais é constituído por 27 bibliotecas setoriais nas áreas:
- Ciências Agrárias
- Ciências Biológicas/Fisológicas
- Ciências Exatas e da Terra
- Ciências Humanas
- Ciências Sociais Aplicadas

Também existem as unidades especiais ou de extensão, são elas as bibliotecas: Colégio Técnico; Teatro Universitário; Centro Pedagógico; Museu de História Natural; Carro Biblioteca.
As bibliotecas possuem coleções especiais como a Memória Intelectual da UFMG, Obras Raras, Coleções Pessoais (Henriqueta Lisboa, Murilo Rubião, Oswaldo França Júnior, Abgar Renault, Curt Lange, Mineiriana), entre outras.
As bibliotecas setoriais estão vinculadas tecnicamente à Biblioteca Universitária e são responsáveis pelo oferecimento à comunidade universitária, de serviços e produtos de informação necessários ao desenvolvimento das atividades de ensino, pesquisa e extensão na UFMG, bem como de acervos específicos em suas áreas de atuação e abrangência.
Biblioteca 24 Horas
A Biblioteca da FACE (Faculdade de Ciências Econômicas) e a Biblioteca Professor Rubens Costa Romanelli, da FALE (Faculdade de Letras), funcionam diariamente até as 21h30 com todos os serviços e em regime de 24 horas, inclusive sábados, domingos e feriados (exceto sexta feira da paixão, Natal e Ano novo). A partir das 21h30, estão disponíveis dois serviços: consulta ao acervo e acesso aos terminais de computadores. Na Face, para os usuários internos, há ainda os serviços de auto-empréstimo de livros.
Números referentes ao acervo do Sistema de Bibliotecas da UFMG (referentes a 2010):
- Número de bibliotecas: 27
- Equipamentos: 1195
- Área construída: 37.489 m²
- Usuários inscritos: 123.181
- Acervo geral: 1.000.000
- Periódicos Impressos: 16.067
- Materiais especiais — cerca de 100.000 itens (audiovisuais, slides, partituras, fitas de vídeo, documentos de arquivo, fotografias etc.
- Empréstimos: 1.193.446

## Divulgação da informação

### Boletim
A mais regular publicação jornalística editada por uma universidade brasileira, o Boletim, veiculado sob forma impressa e eletrônica semanalmente, divulga, há mais de 30 anos, informações de interesse da comunidade acadêmica, além de se constituir no órgão oficial da UFMG.

### Rádio UFMG Educativa
A Rádio UFMG Educativa é resultado de uma parceria entre a Universidade Federal de Minas Gerais e a Radiobrás. É possível ouvir a sua programação através da frequência de 104,5 MHz em Belo Horizonte, Contagem e outras cidades da Região Metropolitana de Belo Horizonte. Pela internet também é possível acompanhar a rádio.
A equipe da rádio é composta por jornalistas profissionais contratados e concursados, com amplo histórico no mercado jornalístico, e estudantes de comunicação e jornalismo de várias faculdades de Belo Horizonte. A redação da rádio é também um laboratório para estudantes do curso de Comunicação Social da universidade, e de outras faculdades de Comunicação e áreas afins, exercitarem os conceitos trabalhados nas disciplinas teóricas e ganharem experiência profissional para concorrer a vagas no mercado.

### TV UFMG
A TV UFMG é o nome que se dá ao conjunto de programas produzidos pelo núcleo de TV e vídeo da Diretoria de Divulgação e Comunicação Social (DDCS) da Universidade. A programação é exibida através dos canais a cabo 14 (Way TV) e 12 (NET). A emissora universitária é composta por três Universidades: UFMG, PUC Minas e UEMG – e por um Centro Universitário – UNIBH.

### Diversa
Em circulação desde setembro de 2002, a revista Diversa busca apresentar um retrato da Universidade Federal de Minas Gerais, abordando aspectos diversificados a ela relacionados. São quatro edições anuais: a cada semestre, é lançada uma edição, com perfil editorial temático, além de uma edição especial para o Vestibular, que descreve, de forma singular, a diversidade de cursos oferecidos pela Universidade. A revista Diversa pode ser acessada, também, virtualmente pelo endereço: www.ufmg.br/online/diversa 

### Site da UFMG
Desde 2003, o sítio www.ufmg.br  vem sendo objeto de enorme revitalização, expressa na implementação de sua versão trilíngüe – português, inglês e espanhol – na criação de uma dinâmica página de notícias e na manutenção de hot sites de eventos específicos da Universidade. Assim, cumpre importante papel quanto a dar visibilidade às informações da Instituição, bem como acessibilidade aos serviços existentes e aos projetos desenvolvidos pela UFMG.

### Comitê de enfrentamento ao coronavírus
Durante a pandemia da SARS-CoV-2, a Faculdade de Medicina da UFMG criou o Comitê Local de Enfrentamento ao Coronavírus. Por meio do Centro de Tecnologia em Saúde (CETES), o Comitê fez a criação de um site com informações, notícias, orientações, respostas de perguntas frequentes sobre o SARS-CoV-2 e a pandemia, além de um canal tira-dúvidas para quem desejar esclarecer alguma dúvida diretamente com a equipe do projeto por mensagem online. O site criado pela Faculdade de Medicina da UFMG também passou a fazer publicações diárias do Boletim Matinal, divulgado em diversas redes sociais, a fim de levar informação acessível e de qualidade para toda a população, com notícias e dados diariamente atualizados sobre a pandemia de COVID-19 no Brasil e no mundo.

## Ensino

### Graduação

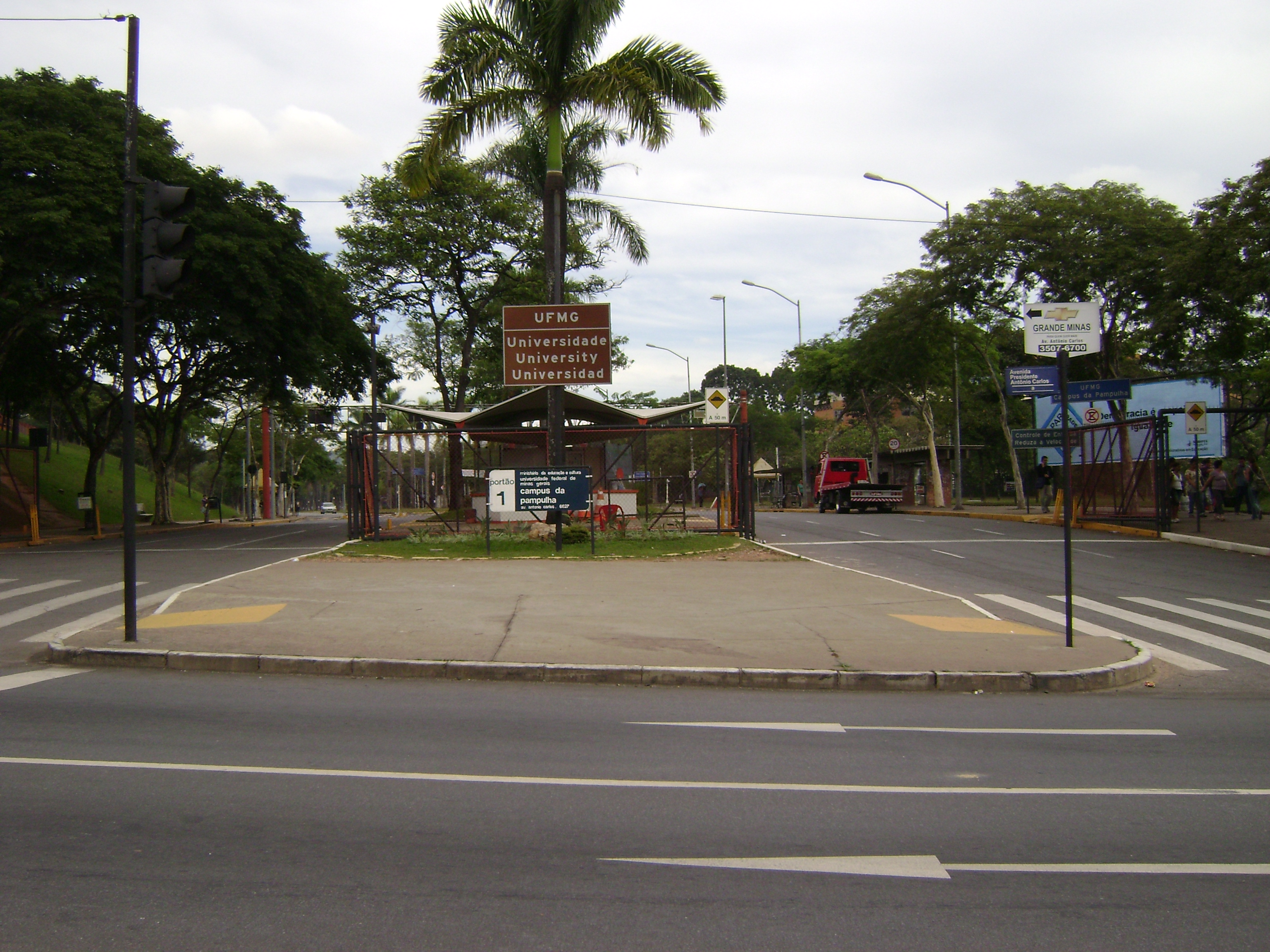
Entrada principal do campus Pampulha da UFMG.

A UFMG oferece ensino de graduação de boa qualidade, o que vem sendo atestado pelos exames nacionais, e busca eficiência nessa sua área de atuação. A iniciativa de estabelecer um programa de bolsas, com base nas suas próprias disponibilidades orçamentárias, é um ponto importante a ser valorizado. Do mesmo modo, destaca-se o dinamismo que vêm adquirindo os programas voltados para o intercâmbio dos estudantes em instituições nacionais e estrangeiras, para a recepção de alunos de outras instituições de ensino e para os acordos e convênios firmados com instituições internacionais. O projeto pedagógico em vigor se baseia na proposta de flexibilização curricular, que sinaliza para a necessidade de que a formação do profissional da UFMG não se restrinja ao domínio apenas da área específica do curso.[carece de fontes?]
Atualmente, a UFMG conta com 91 cursos de graduação, sendo 5 à distância, em todas as áreas do conhecimento, cada um deles subordinado a sua respectiva unidade. Com a adoção ao REUNI esse número tende a aumentar até 2012. Os cursos de graduação são classificados pela Universidade em oito grandes áreas: Ciências agrárias, Ciências biológicas, Ciências exatas e da terra, Ciências humanas, Ciências da saúde, Ciências sociais aplicadas, Engenharias, e Linguística, letras e artes.[carece de fontes?]

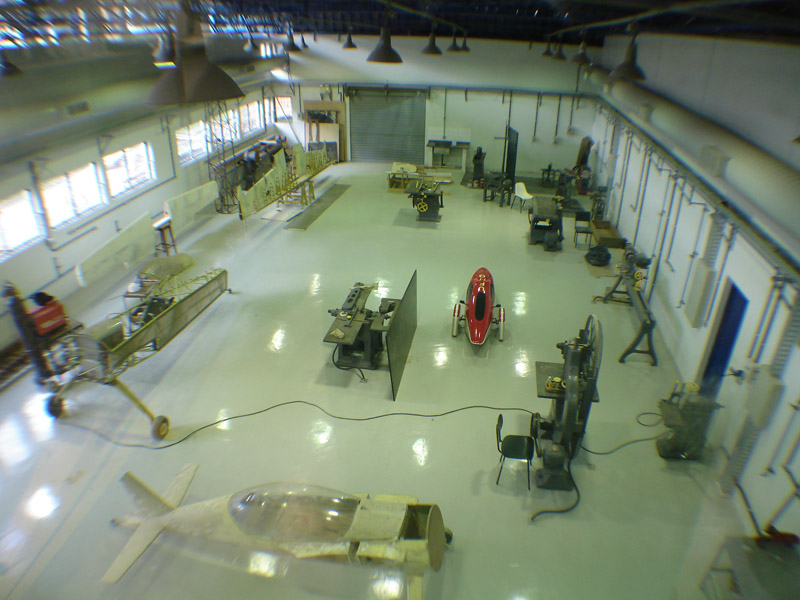
Vista da oficina do Centro de Estudos Aeronáuticos da UFMG.

### Pós-Graduação
Presente na diversidade dos campos de conhecimento, a pós-graduação na UFMG vem alcançando, sucessivamente, patamares sempre mais elevados na avaliação da Coordenação de Aperfeiçoamento de Pessoal de Nível Superior (Capes), situando-se entre uma das melhores do Brasil. A universidade oferece  70  Programas de Pós-Graduação (stricto sensu) que envolvem  58  cursos de Doutorado, 66  de Mestrado e 3 de Mestrado Profissional em todas as áreas do conhecimento. Na Especialização - Pós-Graduação Lato Sensu - a UFMG oferece 87 Cursos também em todas as áreas do conhecimento.

### Educação básica e profissional
A UFMG também atua na área da educação básica e profissional, para isso conta com o Centro Pedagógico (que engloba o Colégio de Aplicação, agora denominado de Escola Fundamental, e o Colégio Técnico, oferecendo ensino fundamental, ensino médio e cursos técnicos), o Teatro Universitário, destinado à formação do curso técnico de ator, e o Colégio Agrícola do Núcleo de Ciências Agrárias de Montes Claros, destinado à formação do curso técnico agrícola.
A educação básica e profissional da UFMG têm em vista o aprimoramento de sua gestão pedagógica e administrativa, sendo um campo de experimentação para a formação no ensino superior, essas escolas constituem um lócus de produção teórica e metodológica sobre as questões referentes a esses níveis de ensino.

## Extensão
As Unidades Acadêmicas da UFMG têm, cada uma delas, um Centro de Extensão (Cenex), que conta com uma estrutura administrativa e um coordenador. Esse órgão executa a gestão da política de Extensão da Unidade em articulação com a política de Extensão da Universidade. É por meio das ações desenvolvidas pelos Cenex que os estudantes passam a fazer parte das equipes de Extensão e podem participar dos projetos e programas desenvolvidos, nessa área, na UFMG.

## Pesquisa
Presente na diversidade dos campos de conhecimento, a pós-graduação na UFMG vem alcançando, sucessivamente, patamares sempre mais elevados na avaliação da Coordenação de Aperfeiçoamento de Pessoal de Nível Superior (Capes), situando-se entre uma das melhores do Brasil.  A UFMG também é um dos maiores núcleos de inovação do Brasil, em 2010 a UFMG foi a instituição brasileira que mais requereu patentes segundo dados do Instituto Nacional de Propriedade Industrial (INPI).
A UFMG foi a segunda maior responsável pelo registro de patentes brasileiras no mercado internacional em 2009, ficando atrás da empresa Whirlpool. Elas são as duas únicas representantes brasileiras entre as mil empresas e instituições que mais registraram patentes no mundo, no ano passado. Os dados foram divulgados pela Organização Mundial de Propriedade Intelectual (Ompi).

## Formas de ingresso

### Cursos de graduação

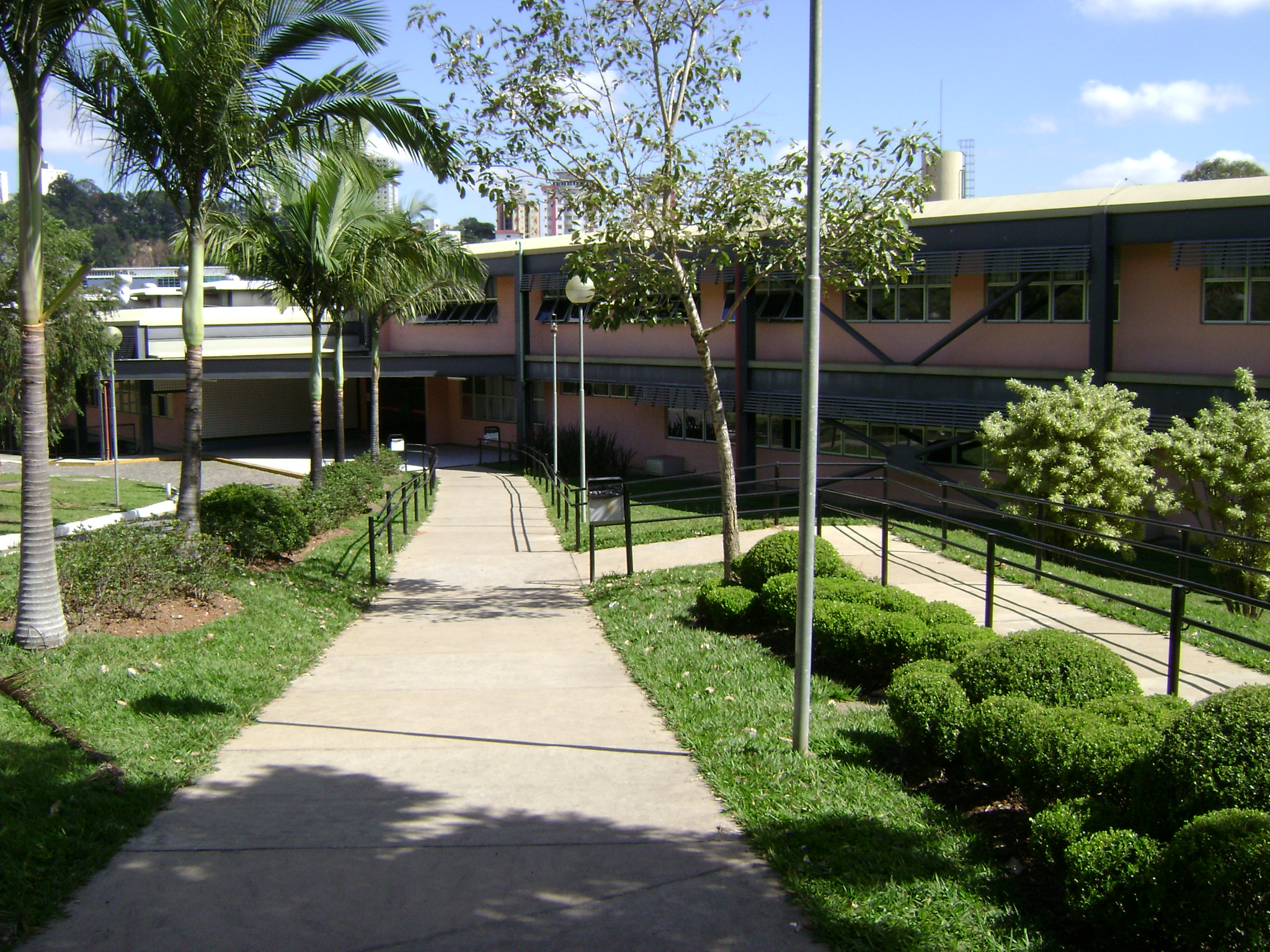
Faculdade de Odontologia no Campus Pampulha.

Abaixo estão especificadas as formas de ingresso aos cursos de graduação da Universidade Federal de Minas Gerais:
Concurso Vestibular
Principal forma de admissão à UFMG, é aberto a estudantes que estejam concluído ou tenham concluído o ensino médio ou equivalente. O processo seletivo era, até 2009, organizado inteiramente pela Comissão Permanente do Vestibular (Copeve) e ocorria uma vez por ano, sendo a primeira etapa no final do mês de novembro ou início de dezembro e a segunda etapa no início do mês de janeiro. Eram aplicadas provas e Belo Horizonte, Montes Claros e em outras 14 cidades importantes do estado. A segunda etapa era aplicada somente em Belo Horizonte e Montes Claros.
Em maio de 2010, após uma votação, a reitoria da UFMG anunciou que a primeira etapa do vestibular seria substituida pelo ENEM, que acontece no início de novembro. Para se adaptar ao calendário do ENEM, a segunda etapa (ainda organizada pela Copeve), foi transferida para a última semana de janeiro. Outra mudança importante foi a retirada da prova de redação da segunda fase, que era aplicada para todos os candidatos, pelo fato de o ENEM já contar com uma redação entre suas questões.
A partir de 2013, o vestibular da UFMG foi destituído, sendo substituído inteiramente pelo SiSU-ENEM (este aplicado pelo Ministério da Educação-MEC) e, a partir de 2016, a universidade passou a adotar no SiSU a entrada unificada, na qual ambos os semestres têm suas vagas ocupadas já no primeiro semestre a fim de evitar vagas ociosas.
Reopção
Mudança para outro curso permitida ao aluno regularmente matriculado e admitido por Concurso Vestibular, desde que tenha integralizado de 35% a 75% dos créditos do seu currículo. Este procedimento ocorre no primeiro semestre letivo, conforme previsto no calendário acadêmico.
Transferência e Obtenção de Novo Título
Deslocamento do vínculo de um estudante de outra Instituição de Ensino Superior para a UFMG, que se dá mediante processo seletivo para provimento de vagas no primeiro semestre letivo. Há um tipo específico de transferência destinada a atender às famílias de servidores públicos obrigados a se transferir de cidade, a bem do serviço público, conhecida por Transferência Especial. Só beneficia quem também estuda em escola pública. Este tipo de transferência independe da existência de vaga.
Para fins de obtenção de novo título, é permitido aos portadores de diploma de Curso Superior fazer novo curso na UFMG. Este procedimento está condicionado à existência de vagas.
Rematrícula
Permissão a aluno excluído da Universidade para retomar seus estudos, desde que já tenha completado 50% dos créditos do seu curso, na versão curricular mais recente à época da solicitação e não tenha ultrapassado o tempo máximo de integralização estabelecido para o curso. O processo de Rematrícula está condicionado aos critérios de distribuição de vagas remanescentes definidos pelos diversos Colegiados de Curso.
Programa de Estudantes-Convênio de Graduação (PEC-G)
Instrumento de cooperação educacional, científica e tecnológica entre o Governo brasileiro e outros países. As vagas oferecidas pelo PEC são específicas para esse Programa, que se baseia no Programa gerenciado pelo Ministério das Relações Exteriores(MRE) e pelo Ministério da Educação (MEC).
Refugiados Políticos
Ingresso decorrente da aceitação de refugiados políticos como alunos de cursos de Graduação.
Matrícula de Cortesia
Permitida somente para estudantes estrangeiros, ou seus dependentes legais, que sejam funcionários de Missão Diplomática ou de Repartição consular no Brasil. Essa modalidade também independe do número de vagas existentes.
Continuidade de Estudos
Possibilidade de o aluno já graduado pela UFMG retornar para obtenção de outra modalidade, habilitação ou ênfase. O processo segue critérios estabelecidos nas Normas Gerais do Ensino de Graduação da UFMG, respeitado o tempo máximo para sua integralização, e independe de número de vagas existentes.

### Cursos de pós-graduação
O acesso aos cursos de pós-graduação se faz por meio de processos seletivos definidos pelos colegiados de cursos, segundo normas gerais estabelecidas pelo Conselho de Ensino, Pesquisa e Extensão. Esta seleção é aberta a candidatos que tenham concluído curso de graduação que contenha disciplinas consideradas afins à área de estudo pretendida, a critério do colegiado do curso.
São admitidos os alunos que, tendo finalizado o curso de graduação, forem selecionados mediante entrevista, teste de conhecimento ou outro processo previsto no regulamento do curso. Os candidatos devem ser capazes de compreender textos de literatura técnica ou científica em pelo menos uma língua estrangeira para o mestrado e, em duas, para o doutorado. No caso de curso de especialização, a exigência de língua estrangeira pode ser dispensada, de acordo com o regulamento de cada curso.
Além da admissão via seleção, poderão ser aceitos pedidos de transferência de estudantes de outros cursos. O estudante transferido deve obter, no mínimo, um quarto de créditos exigidos pelo regulamento do curso, nas disciplinas de sua área de concentração, independentemente do número de créditos obtidos na instituição de origem.
São também aceitos estudantes de países que mantêm convênios de cooperação com o Brasil.

### Unidades de educação básica e profissional
A Escola Fundamental oferece 90 vagas anuais de ensino fundamental, ocupadas por meio de sorteio. O Colégio Técnico (Coltec) oferece ensino médio e cursos técnicos, com 180 vagas anuais oferecidas em concurso, divididas em proporções iguais para alunos que fizeram o ensino fundamental em escolas públicas, de forma mista em escolas públicas e particulares, e em escolas particulares. O Teatro Universitário oferece 20 vagas anuais para o curso técnico de ator, e o Núcleo de Ciências Agrárias oferece 40 vagas anuais para o curso técnico agrícola.

## Alunos ilustres
- Ver Biografias de alunos e ex-alunos notórios